# پنج‌تای برتر
پنج‌تای برتر (انگلیسی: Top Five) فیلمی در ژانر کمدی به کارگردانی کریس راک است که در سال ۲۰۱۴ منتشر شد.